# プルプルプルン
『プルプルプルン』は、1988年4月4日から1990年3月17日までNHK教育テレビジョンの幼稚園・保育所の時間で放送された音楽系の教育番組である。
冬のテレビクラブで1987年12月21日と22日に『プルプル・プルン』名義で、「プルンとうたおう」というサブタイトルで放送された。

## 番組の流れ
プルン時代では、古今東西の子どもの歌を3曲、一流の演奏家による名曲鑑賞、立つ能力を高めることをねらった体操の3つのコーナーで構成した。プルプル時代では、同じく4曲（たまに3曲とたのしい演奏のコーナーがある）、体操で構成した。

## キャスト
| 年度 | モリモリさん | お姉さん | キャラクター（操演・山口真美） |
| ---- | ------------ | -------- | ------------------------------ |
| 1988 | 森末慎二     | 前川礼美 | プルン（声・高坂真琴）         |
| 1989 | 森末慎二     | 大原まり | プルプル（声・安達忍）         |

1988年度の「プルン」は黄色の円錐形をした体に巨大な目と口がついており、側面からは蛇腹で伸び縮みのする円錐形の触手がくねくねと伸びており、足は無い(隠れている)というオリジナリティ溢れる着ぐるみであった。翌1989年度の「プルプル」は猫や熊を連想させる動物型の着ぐるみになり、本放送の開始時間も土曜日10時30分に変更された。

## ゲスト
プルン時代では、ゲスト出演者（一流の演奏家）が毎回登場し、名曲鑑賞と歌を歌う（宮沢明子、山形由美、みちるとピーカブーなど）。また、プルプル時代では、ゲストが「たのしい演奏」のコーナーのみに出演する形式となった。

## 体操
番組終盤には体操のコーナー（最終回のみ最初から）があり、体操選手の森末が「モリモリさん」または「ガミガミさん」として登場する。
・モリモリ〈ガミガミ〉たいそう　作詞：東龍男/作曲：向谷実（カシオペア）

## スタッフ
- 構成：東龍男、渡辺泰樹
- 振付：坂上道之助
- 音楽：山本純ノ介
- 人形美術：ヒダ・オサム、ゆきのゆみこ（プルン）ほんだゆきお（プルプル）
- 体操指導：平沢彌一郎
- テーマ音楽：矢野顕子

## 放送時間と放送リスト

### 1988年度
前川礼美・プルン時代（月曜日 15:00 - 15:15、木曜日 10:30 - 10:45、金曜日 09:15 - 09:30）
| 回 | タイトル                     | 初回放送日     | 曲目                                            |
| -- | ---------------------------- | -------------- | ----------------------------------------------- |
| 1  | こんにちは，プルンだよ       | 1988年04月04日 | おばけ屋敷のロックンロール、おばけなんてないさ● |
| 2  | チューリップさん，こんにちは | 1988年04月14日 |                                                 |
| 3  | いもむしさん，こんにちは     | 1988年04月21日 |                                                 |
| 4  | ぼうし，だいすき！           | 1988年04月28日 |                                                 |
| 5  | おさんぽだいすき             | 1988年05月12日 |                                                 |
| 6  | みどりのはっぱ               | 1988年05月19日 |                                                 |
| 7  | ごくごくぱっくん             | 1988年05月26日 |                                                 |
| 8  | せっけんツルツル             | 1988年06月02日 | おふろのうた●他                                 |
| 9  | でんでんむしのたんじょうび   | 1988年06月09日 |                                                 |
| 10 | あまだれぽっつん             | 1988年06月16日 | レインマン他                                    |
| 11 | ながぐつはいて               | 1988年06月23日 | ボログツブギ他                                  |
| 12 | にじ                         | 1988年06月30日 | アイスクリームのうた●、くまんばちの飛行▲他      |
| 13 | お星さまきらきら             | 1988年07月07日 |                                                 |
| 14 | くれよん                     | 1988年08月29日 | プルンのアンテナ■、ながいせん、ふうせん         |
| 15 | むし                         | 1988年09月08日 | むしまつり★他                                   |
| 16 | あかとんぼ                   | 1988年09月22日 | だあれもいないうみで◆他                         |
| 17 | たいこがどん                 | 1988年09月29日 |                                                 |
| 18 | つなひき                     | 1988年10月06日 |                                                 |
| 19 | おきゃくさま                 | 1988年10月13日 |                                                 |
| 20 | やきいもほかほか             | 1988年10月20日 |                                                 |
| 21 | おでかけ                     | 1988年10月27日 | むかしはえっさっさ◆他                           |
| 22 | けんかしちゃった             | 1988年11月10日 |                                                 |
| 23 | もみじ                       | 1988年11月17日 | あかいはっぱひとつ★、はっぱのワルツ★他          |
| 24 | おやつをつくろう             | 1988年11月24日 |                                                 |
| 25 | きたかぜさん                 | 1988年12月01日 | 白いいき◆、北風小僧の寒太郎●他                  |
| 26 | おくりもの                   | 1988年12月08日 | チャールダーシュ▲他                             |
| 27 | あんなゆめ こんなゆめ        | 1989年01月09日 | たこあげのうた他                                |
| 28 | ロケット・ゴー               | 1989年01月19日 |                                                 |
| 29 | さむくなんか ないよ          | 1989年01月26日 |                                                 |
| 30 | お姉さんのピアノ             | 1989年02月02日 |                                                 |
| 31 | ゆきこんこん                 | 1989年02月09日 |                                                 |
| 32 | プルンのふしぎな冒険         | 1989年02月16日 |                                                 |
| 33 | かぜひいちゃった             | 1989年02月23日 | ねむれないのだ子守唄 他                         |
| 34 | はる風さん                   | 1989年03月02日 | はるのかぜ◆他                                   |
| 35 | おたんじょうび               | 1989年03月09日 |                                                 |

### 1989年度
大原まり・プルプル時代（月曜日 09:15 - 09:30、火曜日 15:00 - 15:15、土曜日 10:30 - 10:45）
| 回 | タイトル                   | 初回放送日     | 曲目                                                              |
| -- | -------------------------- | -------------- | ----------------------------------------------------------------- |
| 1  | 春の歌                     | 1989年04月04日 | 春の子うーら◆他                                                   |
| 2  | 元気に歩こう               | 1989年04月15日 | ジャングルポケット◆他                                             |
| 3  | のんびり歩こう ゆうらゆら  | 1989年04月22日 |                                                                   |
| 4  | かけっこ どん              | 1989年05月06日 | かぜをみちゃった他                                                |
| 5  | 虫の歌                     | 1989年05月13日 | 春の子うーら◆、おてをどうぞ、ないしょ話                           |
| 6  | 小鳥のうた 森のうた        | 1989年05月20日 | はやおきちゃんのうた他                                            |
| 7  | リズムにのって1・2・3      | 1989年05月27日 | 月のうさぎルーニー他                                              |
| 8  | たのしい演奏（管楽器）     | 1989年06月03日 |                                                                   |
| 9  | みんなで遊ぼう             | 1989年06月10日 | おおきなこえではいはいはい★、はじめまして◆、がんばルンバ★他       |
| 10 | この音なあに -自然-        | 1989年06月17日 | あめは… 他                                                        |
| 11 | この音なあに -生活-        | 1989年06月24日 |                                                                   |
| 12 | 夏の歌                     | 1989年07月01日 | あめあがり◆他                                                     |
| 13 | 楽しい演奏（打楽器）       | 1989年07月08日 |                                                                   |
| 14 | 夏の思い出                 | 1989年08月28日 | だあれもいないうみで◆他                                           |
| 15 | 山びこ                     | 1989年09月09日 |                                                                   |
| 16 | かけ足じゃんけんぽん       | 1989年09月16日 | ちびっこタンブリンマン、こんなこいるかな◆他                       |
| 17 | 秋の歌                     | 1989年09月30日 |                                                                   |
| 18 | 楽しい演奏・ピアノを中心に | 1989年10月14日 | おはなしおしゃべり、こまってしまうま◆他                           |
| 19 | お祭りワッショイ           | 1989年10月21日 | お姉さんのネコ■他                                                 |
| 20 | 虫のこえ                   | 1989年10月28日 | お月さまがほしい◆他                                               |
| 21 | 秋のおくりもの             | 1989年11月04日 | あさおきたん●、はっぱのことり、木の実のマーチ★                    |
| 22 | たのしい演奏 -木管-        | 1989年11月11日 | あおいとり▼他                                                     |
| 23 | はやいな おそいな          | 1989年11月18日 | バスごっこ◆、スローモーションのうた◆、シャボン玉飛行船▼           |
| 24 | 歌といっしょに変身ごっこ   | 1989年11月25日 | 赤鬼と青鬼のタンゴ●、ぼくのこもりうた他                           |
| 25 | 元気にスキップ             | 1989年12月02日 | 北風小僧の寒太郎●、スキップだいすき、ふうせんはプン、ふうせんの旅 |
| 26 | 楽しい演奏(1)              | 1989年12月09日 |                                                                   |
| 27 | 冬の歌                     | 1990年01月08日 | ゆきふるるん◆他                                                   |
| 28 | 台所の歌                   | 1990年01月20日 | おなべさん、カレーライスのうた他                                  |
| 29 | 踊りましょう               | 1990年01月27日 |                                                                   |
| 30 | 雪こんこ                   | 1990年02月03日 | さようなら▼他                                                     |
| 31 | 楽しい演奏(2)              | 1990年02月10日 | ドロップスのうた▲、ソレ!はくしゅ他                                |
| 32 | 雪あそびの歌               | 1990年02月17日 | こんなこいるかな◆、ソーロリゴーロリ雪だるま他                     |
| 33 | 冬の森の歌                 | 1990年02月24日 | とうめいにんげんなんだけど◆、ウサギの耳 他                        |
| 34 | 楽しい演奏(3)              | 1990年03月03日 | 元気元気、シャボン玉飛行船▲▼他                                    |
| 35 | さようなら またね          | 1990年03月10日 | ガミガミ体操■、春の子うーら◆、あしたのあしたのまたあした◆他       |

曲目の記号
- ●印：『みんなのうた』の曲
- ▲印：番組内のゲストの演奏
- ■印：番組オリジナル曲
- ★印：『なかよしリズム』の曲（主にUちゃん&Kちゃん時代)
- ◆印：『おかあさんといっしょ』の曲（主に月歌）
- ▼印：「こどものうたコンクール」入選曲